# Зіновать дніпровська
Зіновать дніпровська (Chamaecytisus borysthenicus) — вид квіткових рослин з родини бобових (Fabaceae).

## Поширення
Поширення: Україна, Росія, Казахстан.